# Marc Perrodon
Marc Marie Jean Perrodon (* 31. August 1878 in Vendôme; † 22. Februar 1939 in Beauvais) war ein französischer Säbelfechter.

## Leben
Marc Perrodon nahm an drei Olympischen Spielen teil. 1908 schied er in London in der ersten Runde der Einzelkonkurrenz aus, während er mit der Mannschaft als Vierter knapp einen Medaillengewinn verpasste. Bei den Olympischen Spielen 1920 in Antwerpen schied er im Einzel erneut in der ersten Runde aus. Mit der Mannschaft erreichte er dagegen die Finalrunde, die er gemeinsam mit Jean Lacroix, Jean Margraff, Jean Mondielli, Henri de Saint Germain und Georges Trombert hinter Italien auf dem zweiten Rang beendete. Somit gewann Perrodon die Silbermedaille. 1924 verpasste er in Paris im Mannschaftswettbewerb den erneuten Einzug in die Finalrunde. Im Einzel zog er in die Halbfinalrunde ein. 1923 wurde er in Den Haag zudem Vizeweltmeister. 1912, 1914, 1922 und 1924 gewann er die französischen Meisterschaften mit dem Säbel. Auf nationaler Ebene war Perrodon zudem als Sportschütze erfolgreich.
Perrodon war Berufssoldat. Er diente zuletzt bei der Kavallerie als Lieutenant-colonel.